# Ujong Tunong
Ujong Tunong is een bestuurslaag in het regentschap Aceh Timur van de provincie Atjeh, Indonesië. Ujong Tunong telt 772 inwoners (volkstelling 2010).